# Lijst van records en statistieken van Manchester United
Hieronder staan de meeste uiteenlopende statistieken en records van de Engelse voetbalclub Manchester United FC vermeld.

## Spelers

### Optredens
- Jongste speler ooit in het eerste elftal: David Gaskell – 16 jaar en 19 dagen (tegen Manchester City op 24 oktober 1956)
- Oudste speler ooit in het eerste elftal: Billy Meredith – 46 jaar en 281 dagen (tegen Derby County op 7 mei 1921)
- Oudste naoorlogse speler in het eerste elftal: Edwin van der Sar – 40 jaar en 211 dagen (tegen FC Barcelona op 28 mei 2011)
- Meest aantal competitiewedstrijden op rij gespeeld: 206 – Steve Coppell (tussen 15 januari 1977 en 7 november 1981)
- Kortste optreden ooit: 11 seconden – Chris Smalling (tegen Norwich City op 26 februari 2012)

### Meeste officiële duels
Laatste update: 25 april 2020.
| Naam           | Jaren     | Totaal | Competitie | FA Cup | League Cup | Europa | Overig |
| -------------- | --------- | ------ | ---------- | ------ | ---------- | ------ | ------ |
| Ryan Giggs     | 1991–2014 | 963    | 672        | 74     | 41         | 157    | 19     |
| Bobby Charlton | 1956–1973 | 758    | 606        | 78     | 24         | 45     | 5      |
| Paul Scholes   | 1994–2013 | 718    | 499        | 49     | 21         | 134    | 15     |
| Bill Foulkes   | 1952–1970 | 688    | 566        | 61     | 3          | 52     | 6      |
| Gary Neville   | 1992–2011 | 602    | 400        | 47     | 25         | 117    | 13     |
| Wayne Rooney   | 2004–2017 | 559    | 393        | 40     | 20         | 98     | 8      |
| Alex Stepney   | 1966–1978 | 539    | 433        | 44     | 35         | 23     | 4      |
| Tony Dunne     | 1960–1973 | 535    | 414        | 55     | 21         | 40     | 5      |
| Denis Irwin    | 1990–2002 | 529    | 368        | 43     | 31         | 75     | 12     |
| Joe Spence     | 1919–1933 | 510    | 481        | 29     | 0          | 0      | 0      |

### Topschutters
- Meeste doelpunten in 1 seizoen, alle competities inbegrepen: 46 – Denis Law in het seizoen 1963/64
- Meeste competitiedoelpunten in 1 seizoen: 32 – Dennis Viollet in het seizoen 1959/60
- Meeste competitiedoelpunten in 1 seizoen met 38 wedstrijden: 31 – Cristiano Ronaldo in het seizoen 2007/08
- Meest aantal doelpunten in 1 wedstrijd: 6
  - Harold Halse tegen Swindon Town op 25 september 1911
  - George Best tegen Northampton Town op 7 februari 1970
- Meest aantal wedstrijden op rij gescoord: 10 – Ruud van Nistelrooy tussen 22 maart 2003 en 23 augustus 2003
- Snelste doelpunt ooit: 12 seconden – Bryan Robson tegen Burnley FC op 26 september 1984
- Snelste hattrick ooit: 4 minuten – Ernie Goldthorpe tegen Notts County op 10 februari 1923
- Snelste 4 doelpunten ooit: 13 minuten – Ole Gunnar Solskjær tegen Nottingham Forest op 6 februari 1999
- Meeste hattricks: 18 – Denis Law (tussen 3 november 1962 en 17 april 1971)

Meeste officiële doelpunten
Laatste update: 25 april 2020.
| Naam           | Jaren     | Totaal | Competitie | FA Cup | League Cup | Europa | Overig |
| -------------- | --------- | ------ | ---------- | ------ | ---------- | ------ | ------ |
| Wayne Rooney   | 2004–2017 | 253    | 183        | 22     | 5          | 39     | 4      |
| Bobby Charlton | 1956–1973 | 249    | 199        | 19     | 7          | 22     | 2      |
| Denis Law      | 1962–1973 | 237    | 171        | 34     | 3          | 28     | 1      |
| Jack Rowley    | 1937–1955 | 211    | 182        | 26     | 0          | 0      | 3      |
| Dennis Viollet | 1952–1962 | 179    | 159        | 5      | 1          | 13     | 1      |
| George Best    | 1963–1974 | 179    | 137        | 21     | 9          | 11     | 1      |
| Joe Spence     | 1919–1933 | 168    | 158        | 10     | 0          | 0      | 0      |
| Ryan Giggs     | 1991–2014 | 168    | 114        | 12     | 12         | 29     | 1      |
| Mark Hughes    | 1983–1995 | 163    | 120        | 17     | 16         | 9      | 1      |
| Paul Scholes   | 1994–2013 | 155    | 107        | 13     | 9          | 26     | 0      |

### Individuele prijzen
Deze spelers wonnen de Ballon d'Or terwijl ze voor Manchester United speelden:
- Denis Law – 1964
- Bobby Charlton – 1966
- George Best - 1968
- Cristiano Ronaldo - 2008

Deze spelers werden Europees topschutter van het seizoen terwijl ze voor Manchester United speelden:
- Cristiano Ronaldo (31 doelpunten) – 2008

Deze spelers werden Wereldvoetballer van het Jaar terwijl ze voor Manchester United speelden:
- Cristiano Ronaldo – 2008

Deze spelers wonnen de FIFA Ferenc Puskás Award terwijl ze voor Manchester United speelden:
- Cristiano Ronaldo – 2009

Deze spelers werden UEFA Club voetballer van het jaar terwijl ze voor Manchester United speelden:
- David Beckham – 1999
- Cristiano Ronaldo – 2008

### Internationals
- Eerste international: Jack Powell en Tom Burke voor Wales tegen Engeland op 26 februari 1887
- Eerste Engelse international: Charlie Roberts voor Engeland tegen Ierland op 25 februari 1905
- Meeste interlands (in het totaal): 168 – Cristiano Ronaldo voor Portugal (61 caps behaald terwijl hij voor Manchester United speelde)
- Meeste interlands als speler van Manchester United: 106 – Bobby Charlton voor Engeland

Deze spelers werden Europees kampioen terwijl ze voor Manchester United speelden:
- Peter Schmeichel – EK 1992

Deze spelers werden wereldkampioen terwijl ze voor Manchester United speelden:
- Bobby Charlton – WK 1966
- Nobby Stiles – WK 1966
- John Connelly – WK 1966
- Paul Pogba – WK 2018
- Lisandro Martínez – WK 2022

Deze spelers wonnen de Copa América terwijl ze voor Manchester United speelden:
- José Kléberson – Copa América 2004

Deze spelers wonnen de CONCACAF Gold Cup terwijl ze voor Manchester United speelden:
- Javier Hernández – CONCACAF Gold Cup 2011

Deze spelers wonnen goud op de Olympische Spelen terwijl ze voor Manchester United speelden:
- Harold Hardman – Olympische Spelen 1908
- Gabriel Heinze – Olympische Spelen 2004

### Transfers
Het hoogste transferbedrag dat Manchester United ooit neertelde was voor Paul Pogba: Manchester betaalde in augustus 2016 £89,3 miljoen voor de Fransman. Dat was toen een wereldrecord. Pogba verbrak toen ook het clubrecord van Ángel Di María, voor wie Manchester United twee jaar eerder $59,7 miljoen had neergeteld. De duurste uitgaande transfer is Cristiano Ronaldo, die in juli 2009 voor $80 miljoen naar Real Madrid vertrok.

## Trainersrecords
- Eerste fulltime trainer: Jack Robson
- Langstdienende: Alex Ferguson – 26 jaar en 194 dagen (van 6 november 1986 tot 19 mei 2013)

## Teamrecords

### Wedstrijden
- Eerste competitiewedstrijd: Newton Heath-Blackburn Olympic reserven (2-7) op 27 oktober 1883
- Eerste FA Cup-wedstrijd: Fleetwood Rangers-Newton Heath (2-2) op 30 oktober 1886
- Eerste Europese wedstrijd: RSC Anderlecht-Manchester United (0-2) op 12 september 1956

### Recordoverwinningen
- Grootste overwinning in de competitie:
  - 10-1 tegen Wolverhampton Wanderers op 15 oktober 1892
  - 9-0 tegen Walsall FC op 3 april 1895
  - 9-0 tegen AFC Darwen op 24 december 1898
  - 9-0 tegen Ipswich Town FC op 4 maart 1995
- Grootste overwinning in de FA Cup: 8-0 tegen Yeovil Town FC op 12 februari 1949
- Grootste overwinning in het Europees voetbal: 10-0 tegen RSC Anderlecht op 26 september 1956
- Grootste overwinning in de Champions League: 7-1 tegen AS Roma op 10 april 2007
- Grootste thuisoverwinning: 10-0 tegen RSC Anderlecht op 26 september 1956
- Grootste uitoverwinning:
  - 0-7 tegen Grimsby Town FC op 26 december 1899
  - 1-8 tegen Nottingham Forest op 6 februari 1999

### Recordnederlagen
- Zwaarste nederlaag in de competitie:
  - 7-0 tegen  Liverpool fc in de  Premier league op 5 maart 2023
  - 7-0 tegen Blackburn Rovers in de First Division op 10 april 1926
  - 7-0 tegen Aston Villa in de First Division op 27 december 1930
  - 7-0 tegen Wolverhampton Wanderers in de Second Division op 26 december 1931
- Zwaarste nederlaag in de Premier League:
  - 5-0 tegen Newcastle United op 20 oktober 1996
  - 5-0 tegen Chelsea FC op 3 oktober 1996
  - 1-6 tegen Manchester City op 23 oktober 2011
  - 1-6 tegen Tottenham Hotspur op 4 oktober 2020
- Zwaarste nederlaag in de FA Cup:
  - 7-1 tegen Burnley FC op 13 februari 1901
  - 6-0 tegen The Wednesday op 20 februari 1904
- Zwaarste nederlaag in het Europees voetbal: 5-0 tegen Sporting Lissabon in Europacup II op 18 maart 1964
- Zwaarste thuisnederlaag:
  - 0-6 tegen Aston Villa in de First Division op 14 maart 1914
  - 1-7 tegen Newcastle United in de First Division op 10 september 1927
  - 0-6 tegen Huddersfield Town in de First Division op 10 september 1930
- Zwaarste uitnederlaag:
  - 7-0 tegen Blackburn Rovers in de First Division op 10 april 1926
  - 7-0 tegen Aston Villa in de First Division op 27 december 1930
  - 7-0 tegen Wolverhampton Wanderers in de Second Division op 26 december 1931

## Reeksen
- Langst ongeslagen reeks (alle competities inbegrepen): 45 wedstrijden – tussen 26 december 1998 en 3 oktober 1999
- Langst ongeslagen reeks (competitie): 29 wedstrijden – tussen 26 december 1998 en 25 september 1999 en tussen 11 april 2010 en 5 februari 2011
- Langste reeks overwinningen op rij (competitie): 14 wedstrijden – tussen 15 oktober 1904 en 3 januari 1905
- Langste reeks nederlagen op rij (competitie): 14 wedstrijden – tussen 26 april 1930 en 25 oktober 1930
- Langste reeks gelijke spelen op rij (competitie): 6 wedstrijden – tussen 30 oktober 1988 en 27 november 1988
- Langste reeks wedstrijden zonder overwinning op rij (competitie): 16 wedstrijden – tussen 19 april 1930 en 25 oktober 1930
- Langste reeks wedstrijden waarin de club scoort op rij (competitie): 36 wedstrijden – tussen 3 december 2007 en 15 november 2008
- Langste reeks wedstrijden waarin de club niet scoort op rij (competitie): 5 wedstrijden – tussen 22 februari 1902 en 17 maart 1902 en tussen 7 februari 1981 en 14 maart 1981
- Langste reeks wedstrijden zonder tegendoelpunt op rij (competitie): 14 wedstrijden – tussen 15 november 2008 en 18 februari 2009

## Zeges/gelijke spelen/nederlagen in een seizoen
- Hoogst aantal competitiezeges in een seizoen: 28 (1905/06, 1956/57, 1999/00, 2006/07, 2008/09, 2011/12, 2012/13)
- Hoogst aantal gelijke spelen in de competitie in een seizoen: 18 (1980/81)
- Hoogst aantal competitienederlagen in een seizoen: 27 (1930/31)
- Laagst aantal competitiezeges in een seizoen: 6 (1892/93, 1893/94)
- Laagst aantal gelijke spelen in de competitie in een seizoen: 2 (1893/94)
- Laagst aantal competitienederlagen in een seizoen: 3 (1998/99, 1999/00)

## Doelpunten
- Hoogst aantal competitiegoals gescoord in een seizoen: 103 (1956/57, 1958/59)
- Hoogst aantal Premier League-goals gescoord in een seizoen: 97 (1999/00)
- Laagst aantal competitiegoals gescoord in een seizoen: 36 (1893/94)
- Hoogst aantal competitiegoals geïncasseerd in een seizoen: 115 (1930/31)
- Laagst aantal competitiegoals geïncasseerd in een seizoen: 22 (2007/08)

## Punten
- Hoogst aantal punten behaald in een seizoen: 
  - 64 in een tweepuntensysteem (First Division, 1956/57)
  - 92 in een driepuntensysteem met 42 wedstrijden (Premier League, 1993/94)
  - 91 in een driepuntensysteem met 38 wedstrijden (Premier League, 1999/00)
- Laagst aantal punten behaald in een seizoen: 
  - 22 in een tweepuntensysteem met 42 wedstrijden (First Division, 1930/31)
  - 14 in een tweepuntensysteem met 30 wedstrijden (First Division, 1893/94)
  - 48 in een driepuntensysteem met 38 wedstrijden (First Division, 1989/90)

## Toeschouwers
- Hoogst aantal toeschouwers bij een thuiswedstrijd: 83.260 (tegen Arsenal FC op Maine Road in de First Division, 17 januari 1948)
- Hoogst aantal toeschouwers bij een thuiswedstrijd op Old Trafford: 76.098 (tegen Blackburn Rovers in de Premier League, 31 maart 2007)
- Hoogst aantal toeschouwers bij een uitwedstrijd: 135.000 (tegen Real Madrid in Europacup I, 11 april 1957)
- Laagst aantal toeschouwers bij een naoorlogse thuiswedstrijd: 8.456 (tegen Stoke City in de First Division, 5 februari 1947)